# Айке Дуквіц
Айке Дуквіц (нім. Eike Duckwitz, 29 травня 1980) — німецький хокеїст на траві.
Бронзовий призер Олімпійських Ігор 2004 року.
Чемпіон світу 2006 року.
Чемпіон Європи 1999 року, бронзовий призер 2005 року.
Переможець Трофею чемпіонів 2001 року, срібний призер 2000, 2002 років.
Бронзовий призер Чемпіонату світу з хокею на траві серед юніорів 2001 року.